# J. Duncan M. Derrett
John Duncan Martin Derrett (30 agosto 1922 – 21 ottobre 2012) è stato un insegnante e giurista britannico.

## Biografia
Educato a Londra all' Emmanuel College, Derrett è stato chiamato alle armi a seguito dello scoppio della seconda guerra mondiale ed inviato a combattere in India. Finita la guerra, ha studiato a Oxford al Jesus College, dove ha conseguito il master of arts; nel 1953 è stato ammesso alla professione legale di barrister. Successivamente ha perfezionato gli studi a Londra, conseguendo il Ph.D. alla School of Oriental and African Studies dell'Università di Londra. Dal 1965 ha insegnato Legislazioni orientali alla School of Oriental and African Studies fino al 1982, anno in cui si è ritirato dall'insegnamento diventando professore emerito. Derrett è autore di numerose pubblicazioni. Dopo il ritiro dall'insegnamento ha continuato a scrivere articoli, dedicandosi prevalentemente a studi sulle leggi ebraiche all’epoca del Nuovo Testamento.

## Libri pubblicati
- The Hoysalas (1957)
- Introduction to Modern Hindu Law (1963)
- Studies in the Laws of Succession in Nigeria (1965)
- Oriental Lawyer Looks at the Trial of Jesus and the Doctrine of the Redemption (Inaugural Lectures) (1966)
- An introduction to legal systems (1968)
- Religion, Law and the State in India (Law in India) (1968, 1999)
- Law in the New Testament (1970)
- Jesus' Audience:  The social and psychological environment in which He worked; prolegomena to a restatement of the teaching of Jesus. Lectures at Newquay (1972)
- Henry Swinburne (? 1551-1624), Civil Lawyer of York (Borthwick Papers) (1973)
- Dharmasastra and juridical literature (A History of Indian literature. Vol. 4, Scientific and technical literature) (1973)
- Essays in Classical and Modern Hindu Law: Dharmasastra and Related Ideas v. 1 (Asian Studies) (1976)
- Studies in the New Testament: Glimpses of the Legal and Social Presuppositions of the Authors v. 1 (1977)
- Essays in Classical and Modern Hindu Law: Consequences of the Intellectual Exchange with the Foreign Powers (1977)
- Essays in Classical and Modern Hindu Law: Anglo-Hindu Legal Problems (1977)
- Essays in Classical and Modern Hindu Law: Current Problems and the Legacy of the Past (1978)
- Studies in the New Testament: Midrash in Action and as a Literary Device v. 2 (1978)
- Beiträge zu indischem Rechtsdenken (Studien zu nichteuropäischen Rechtstheorien) (1979)
- Dr. St. John: A civil lawyer in the Indies (1980)
- Anastasis, The: Resurrection of Jesus as an Historical Event (1982)
- Making of Mark: Scriptural Bases of the Earliest Gospel (1985)
- Studies in the New Testament: Midrash, Haggadah and the Character of the Community v. 3 (1985)
- Studies in the New Testament: Midrash, the Composition of Gospels and Discipline v. 4 (Biblical Studies) (1986)
- New Resolutions of Old Conundrums: Fresh Insight into Luke's Gospel (1987)
- Studies in the New Testament: The Sea-change of the Old Testament in the New v. 5 (Studies in the New Testament) (1989)
- The Ascetic Discourse: An Explanation of the Sermon on the Mount (1989)
- The Victim : The Johannine Passion Narrative Reexamined (1993)
- Sermon on the Mount: A Manual for Living (1994)
- Prophecy in the Cotswolds 1803-1947: Joanna Southcott and Spiritual Reform (1994)
- Studies in Hindu law: Law and religion in ancient India : family law in ancient India (with an account of modern developments) (Pubblicazioni di "Indologica taurienensia" : collana di letture) (1994)
- Studies in the New Testament: Jesus Among Biblical Exegetes v. 6 (Studies in the New Testament) (1995)
- Two Masters: Buddha and Jesus (1995)
- Some Telltale Words in the New Testament (1997)
- Law and Morality (1998)
- The Bible and the Buddhists (Bibbia e Oriente. Supplementum) (2000)